# Mario Prosperi
Mario Rodolfo Eugenio Prosperi (* 4. August 1945 in Melide) ist ein ehemaliger Schweizer Fussballtorhüter.

## Karriere

### Verein
Mario Prosperi begann seine Profilaufbahn 1963 beim Zweitligisten FC Lugano. In seiner ersten Spielzeit stieg die Mannschaft als Tabellenerster in die Nationalliga A auf. In der Folge etablierte sich der FC Lugano in der höchsten Schweizer Spielklasse und gewann im April 1968 den Schweizer Cup. Im Sommer 1976 wechselte Prosperi zum Kantonsrivalen FC Chiasso in die zweitklassige Nationalliga B. Nach der Spielzeit 1977/78 stieg er mit der Mannschaft in die Nationalliga A auf. Im Sommer 1980 beendete er seine aktive Karriere. Insgesamt absolvierte der Torhüter 339 Partien in der höchsten Schweizer Spielklasse.

### Nationalmannschaft
Prosperi debütierte am 26. Mai 1965 bei der 0:1-Niederlage im Freundschaftsspiel gegen Deutschland für die Schweizer A-Nationalmannschaft. Später wurde er von Trainer Alfredo Foni in das Aufgebot der Eidgenossen für die Weltmeisterschaft 1966 berufen. Der Tessiner kam allerdings nicht zum Einsatz, sein Land schied punktelos in der Gruppenphase aus. Bis 1973 absolvierte Prosperi insgesamt 21 Länderspiele.